# Victoria Acevedo
Victoria Lizbeth Acevedo Ponce (* 16. Januar 1999 in Guadalajara, Jalisco), üblicherweise als Victoria Acevedo bezeichnet und auch unter ihrem Rufnamen „Vicky“ bekannt, ist eine mexikanische Fußballspielerin, die vorwiegend im Mittelfeld zum Einsatz kommt.

## Leben
Vicky Acevedo ist eine der langjährigsten Spielerinnen von Chivas Femenil und neben Susan Bejarano die einzige im Kader der Saison 2022/23, die bereits die Pokalspiele in der Copa MX Femenil 2017 in den Reihen von Chivas bestritten hat. Ferner hat sie in allen Finalspielen von Chivas Femenil mitgewirkt; beim ersten Meistertitel in der Apertura 2017 gegen Pachuca Femenil wurde sie eingewechselt und die Finalspiele gegen Tigres Femenil in der Clausura 2021 sowie erneut gegen Pachuca Femenil in der Clausura 2022 bestritt sie in voller Länge. Außerdem hatte sie Einsatzzeiten in den Entscheidungsspielen um den Campeón de Campeones gegen Rayadas de Monterrey. Im August 2022 verlängerte Acevedo ihren Vertrag bei Chivas Femenil um zwei weitere Jahre bis zum Saisonende 2023/24.

## Erfolge
- Mexikanischer Meister: Apertura 2017, Clausura 2022
- Campeón de Campeones: 2021/22